# 7 Kaukaski Korpus Armijny
7 Kaukaski Korpus Armijny (ros. 7-й Кавказский армейский корпус) – jeden ze związków operacyjno-taktycznych  Imperium Rosyjskiego w czasie I wojny światowej. Do  lutego 1917 2 Kaukaski Korpus Kawaleryjski.  
Korpus przez cały czas swojego istnienia od maja do grudnia  1917, wchodził w skład Armii Kaukaskiej. rozformowany na początku 1918.

## Dowódcy korpusu
- gen. lejtnant F. G. Czernozubow (luty - kwiecień 1917),
- gen. lejtnant książę N. P. Wadbolskij (od kwietnia 1917),